# Lê Lương Minh
Lê Lương Minh   (Thanh Hoa, 1 de setembre de 1952) és un polític i diplomàtic vietnamita, exsecretari general de l'Associació de Nacions del Sud-est Asiàtic (ASEAN). És membre del Partit Comunista del Vietnam.

## Primers anys
Lê Lương Minh es va graduar en l'Acadèmia Diplomàtica del Vietnam a Hanoi (Vietnam) en 1974, i en la Universitat Jawaharlal Nehru de Nova Delhi (l'Índia).

## Carrera política
En 1975, va començar la seva carrera en el Ministeri d'Afers exteriors del Vietnam. En 1993 va ser nomenat director general Adjunt d'Organitzacions Internacionals. En 1995, va ser nomenat Ambaixador - Representant Permanent davant l'Oficina de les Nacions Unides i altres organitzacions internacionals a Ginebra. En 1997, va ser nomenat Ambaixador - Representant Permanent Adjunt davant les Nacions Unides en la Seu. Des del 17 de febrer de 2004, és ambaixador del Vietnam davant les Nacions Unides a Nova York. Va ocupar aquest càrrec de 1995 a 1997 per a les institucions de l'ONU a Ginebra i com a adjunt a Nova York de 1997 a 1999. Va ser president del Consell de Seguretat de les Nacions Unides el juliol de 2008 i l’octubre de 2009. Va ser nomenat secretari general de l'ASEAN pel govern del Vietnam, càrrec que va assumir l'1 de gener de 2013. Els líders de l'ASEAN li van confirmar com a secretari general de l'ASEAN per a 2013-2017 en una cerimònia celebrada en la seu del bloc a Jakarta el 7 de gener de 2013.
El 10 de març de 2015, el portaveu del Ministeri d'Afers Exteriors xinès, Hong Lei, va declarar que Lê Lương Minh havia fet diverses declaracions que no eren coherents amb els fets sobre la qüestió del mar de l'Est (Mar de la Xina Meridional) i, alhora, extremadament inconsistents amb el seu estatus com a secretari general de l'ASEAN. Això divergeix seriosament la postura neutral de l'ASEAN sobre qüestions rellevants i perjudica la imatge de l'ASEAN. Al mateix temps, Hong Loi va aconsellar a Le Luong Minh que fes bé la seva feina com a secretari general de l'ASEAN, que no manllevés treball públic per fer el seu propi treball.

## Vida personal
És natural de Thanh Hóa, una ciutat costanera situada a 150 quilòmetres al sud de la capital del Vietnam, Hanoi. Està casat i té dues filles.